# 兜沼駅
兜沼駅（かぶとぬまえき）は、北海道（宗谷総合振興局）天塩郡豊富町字上サロベツにある北海道旅客鉄道（JR北海道）宗谷本線の駅である。電報略号はカマ。事務管理コードは▲121847。駅番号はW76。
2025年（令和7年）3月15日に抜海駅が廃止されて以降は、当駅が日本最北端の木造駅舎を有する駅となっている。

## 歴史

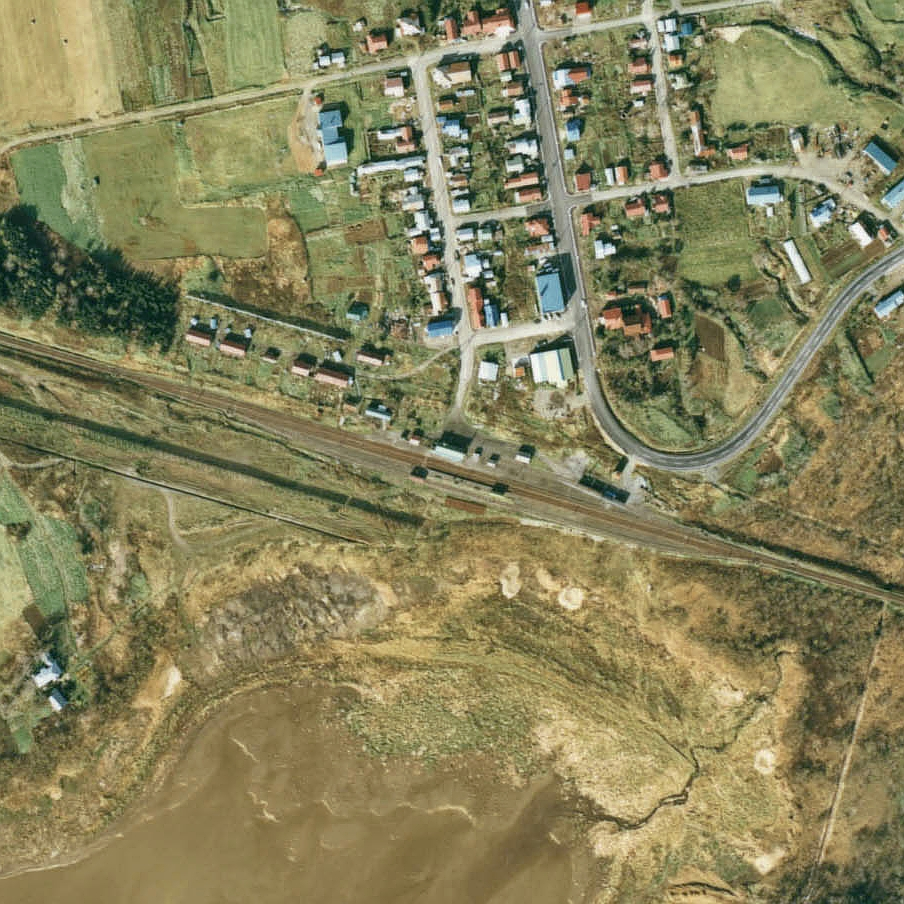
1977年の兜沼駅と周囲約500m範囲。左が稚内方面。国鉄型配線の2面3線と駅舎横名寄側に貨物積卸場と引込み線がある。

- 1924年（大正13年）6月25日：鉄道省天塩北線稚内駅（現・南稚内駅） - 当駅間開通に伴い開業[5][6][7]。一般駅[1]。
- 1926年（大正15年）9月25日：幌延駅 - 当駅間延伸開業に伴い中間駅となる。また天塩南線と天塩北線を統合し線路名を天塩線に改称、それに伴い同線の駅となる[6]。
- 1930年（昭和5年）4月1日：天塩線を宗谷本線に編入、それに伴い同線の駅となる[6]。
- 1949年（昭和24年）6月1日：公共企業体である日本国有鉄道に移管。
- 1982年（昭和57年）3月29日：貨物扱い廃止[1]。
- 1984年（昭和59年）
  - 2月1日：荷物扱い廃止[1]。
  - 11月10日：出札・改札業務を停止し旅客業務について無人化[新聞 1]。但し閉塞扱いの運転要員は継続配置。
- 1986年（昭和61年）11月1日：電子閉塞化に伴い完全無人化[8]。
- 1987年（昭和62年）4月1日：国鉄分割民営化により、北海道旅客鉄道（JR北海道）の駅となる[1]。
- 1988年（昭和63年）：駅舎改築[2]。
- 2019年（令和元年）12月3日：JR北海道が宗谷本線沿線自治体に、当駅含む1日平均乗降人員3名以下の駅について、自治体による維持管理もしくは費用負担による存続か、2021年（令和3年）3月での廃止かの方針を2020年3月までに報告するよう要請[新聞 2]。
- 2021年（令和3年）4月：豊富町による維持管理に移行[JR北 1][新聞 3]。
  - 豊富町では当駅の存続について、同年8月の北海道新聞の取材に対し「稚内の高校に通う2人の生徒が卒業する再来年度（注：2023年度）以降は未定」としている[新聞 4]。
- 2025年（令和7年）3月15日：それまで日本最北端の木造駅舎であった抜海駅が廃止[JR北 2]。これに伴い、当駅が日本最北の木造駅舎を有する駅となる[新聞 5]。

### 駅名の由来
付近にある沼（現在の兜沼）の様子から命名されたものである。
この沼は明治期の地図には「ペライサルトー」と書かれていることから、アイヌ語では「釣りをする・ヨシ原の・沼」の意である「ペライサㇽト（peray-sar-to）」と呼ばれたと考えられている。
沼は和人入植後、「サロペットウ」「サロベツ湖」などの名称で呼ばれ、沼のほとりの入植地も「沼の端」の和名で呼ばれていたが、駅名は沼が兜の鍬形に似ていることから「兜沼」と命名されることとなり、地区名や沼の名も兜沼と呼ばれるようになった。

## 駅構造
相対式ホーム2面2線を有する地上駅。1番線の北側に駅舎を有し、互いのホームは旭川方の構内踏切で連絡している。
そのほか1993年（平成5年）3月時点では1番線の旭川方から分岐し駅舎西側のホーム切欠き部分の貨物ホームへの貨物側線を1線有していた。また、1983年（昭和58年）4月時点では対向側ホーム外側への副本線を1線、その稚内方から分岐した行き止りの側線を1線有していた。この副本線と側線は1993年（平成5年）3月までには撤去された。この時点では2番線は下り専用ではなく待避線も兼ねた上下共用であった。
豊富町管理の無人駅。有人駅時代の駅舎は改築され、外壁がサイディング張りになった小さな駅舎が建築されている。駅舎内にトイレを有する。

### のりば
| 番線 | 路線      | 方向 | 行先           |
| ---- | --------- | ---- | -------------- |
| 1    | ■宗谷本線 | 上り | 幌延・名寄方面 |
| 2    | ■宗谷本線 | 下り | 稚内方面       |

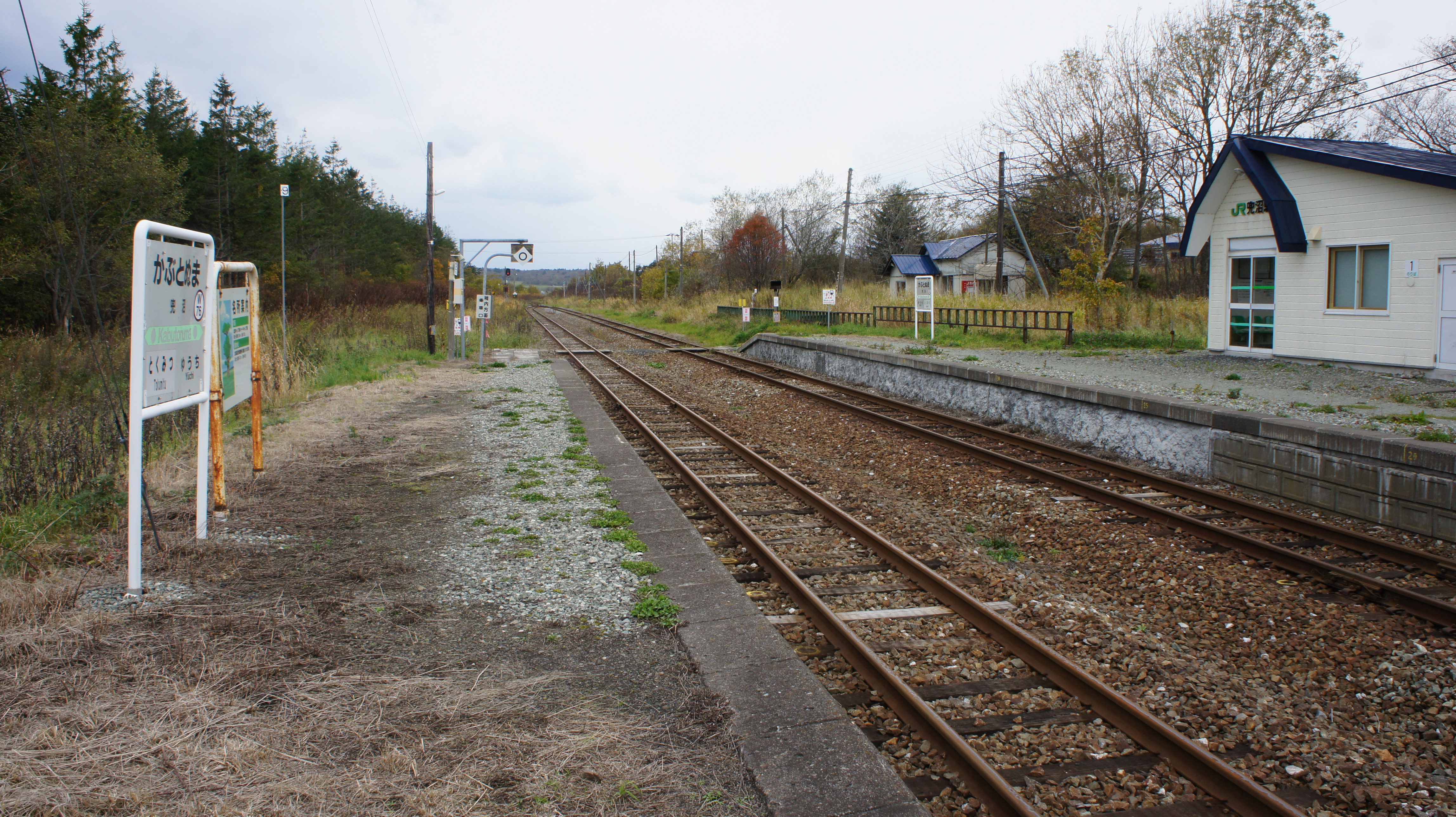
ホーム（2017年10月）
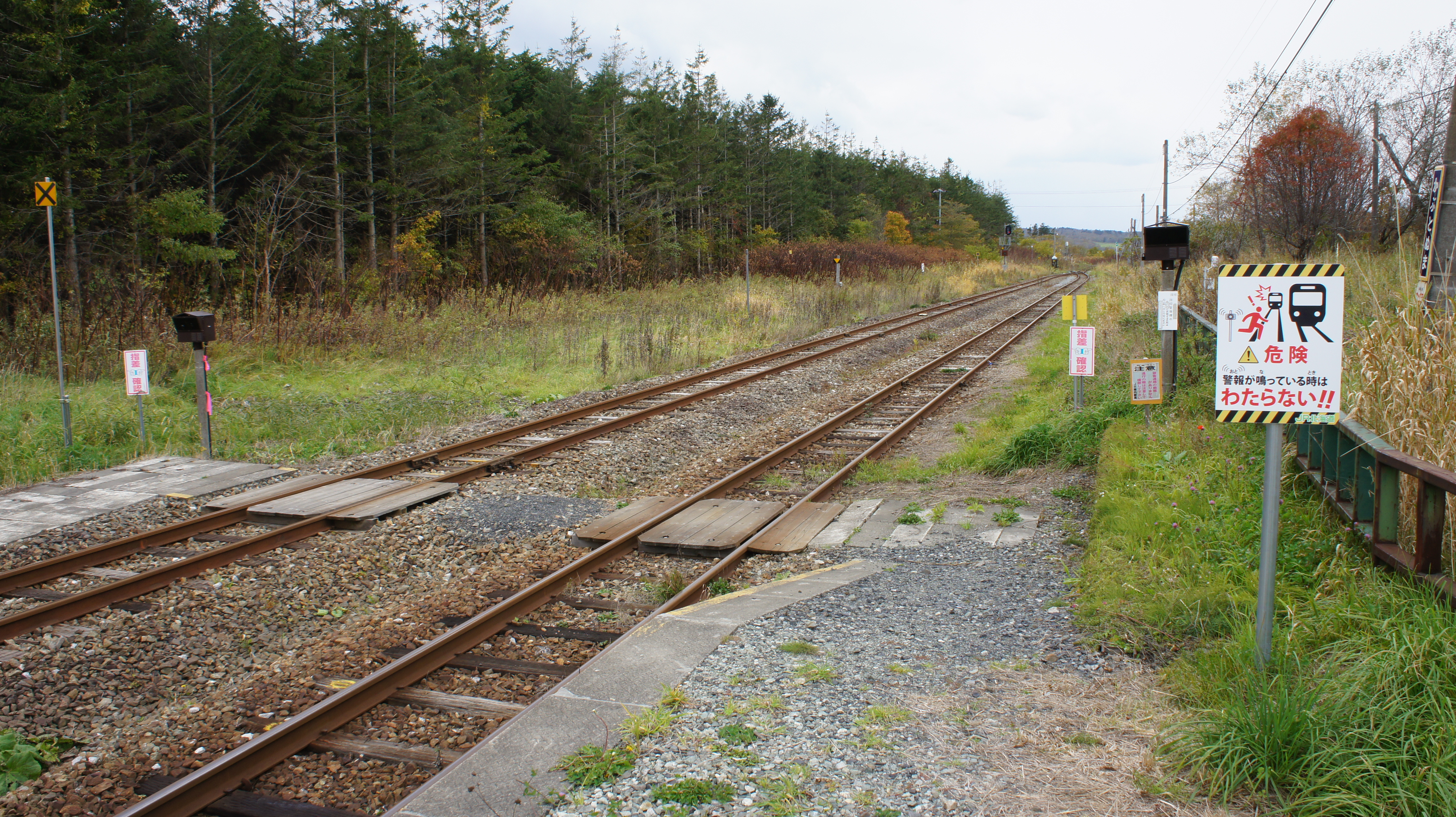
構内踏切（2017年10月）
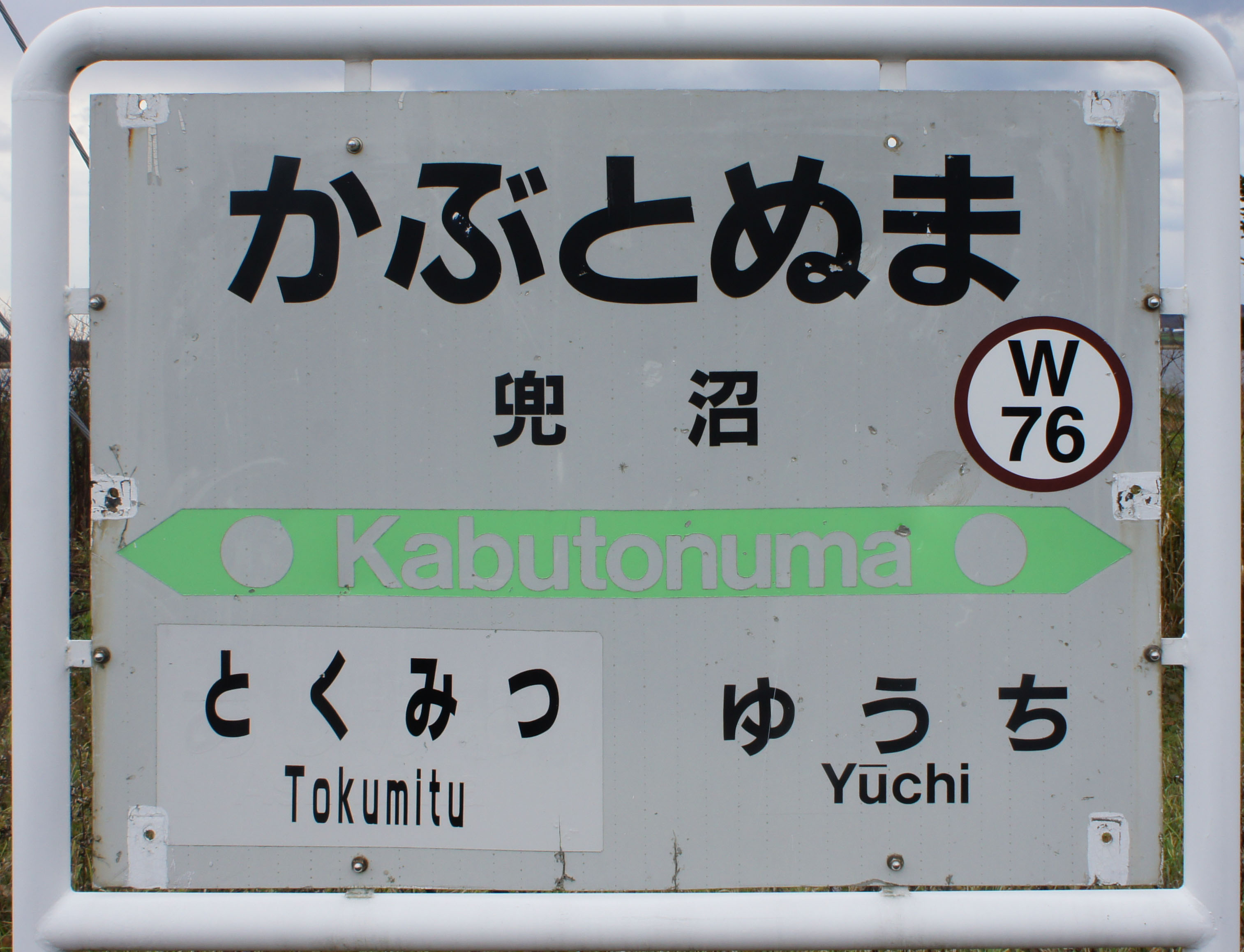
駅名標（2017年10月）

## 利用状況
乗車人員の推移は以下の通り。年間の値のみ判明している年度は日数割で算出した参考値を括弧書きで示す。出典が「乗降人員」となっているものについては1/2とした値を括弧書きで乗車人員の欄に示し、備考欄で元の値を示す。
また、「JR調査」については、当該の年度を最終年とする過去5年間の各調査日における平均である。
| 年度               | 乗車人員（人） | 乗車人員（人） | 乗車人員（人） | 出典        | 備考                 |
| 年度               | 年間           | 1日平均        | JR調査         | 出典        | 備考                 |
| ------------------ | -------------- | -------------- | -------------- | ----------- | -------------------- |
| 1978年（昭和53年） |                | 69             |                | [ 18 ]      |                      |
| 1981年（昭和56年） |                | (30.5)         |                | [ 16 ]      | 一日平均乗降客数61人 |
| 1992年（平成04年） |                | (17.0)         |                | [ 3 ]       | 一日平均乗降客数34人 |
| 2015年（平成27年） |                |                | 「10名以下」   | [ JR北 3 ]  |                      |
| 2016年（平成28年） |                |                | 4.4            | [ JR北 4 ]  |                      |
| 2017年（平成29年） |                |                | 3.6            | [ JR北 5 ]  |                      |
| 2018年（平成30年） |                |                | 2.6            | [ JR北 6 ]  |                      |
| 2019年（令和元年） |                |                | 1.8            | [ JR北 7 ]  |                      |
| 2020年（令和02年） |                |                | 1.8            | [ JR北 8 ]  |                      |
| 2021年（令和03年） |                |                | 2.4            | [ JR北 9 ]  |                      |
| 2022年（令和04年） |                |                | 2.2            | [ JR北 10 ] |                      |
| 2023年（令和05年） |                |                | 1.8            | [ JR北 11 ] |                      |

## 駅周辺
兜沼の畔に位置し、ホームからは兜沼が一望出来る。利尻富士も望める。
- 北海道道510号抜海兜沼停車場線
- 北海道道616号上勇知兜沼停車場線
- 北海道道1118号兜沼停車場線
- 豊富町役場兜沼支所
- 天塩警察署兜沼駐在所
- 兜沼郵便局
- 豊富町立兜沼小中学校
- 兜沼公園
- 兜沼公園キャンプ場
- 言問の松 - 兜沼公園附近にある、樹齢1,200年以上といわれるイチイの木。
- みさわ牧場
- サロベツファーム
- サロベツ原野
- 兜沼 - 駅から南西に約0.5km[16]。

## 隣の駅
北海道旅客鉄道（JR北海道）
■宗谷本線
豊富駅 (W74) - *徳満駅 (W75) - *芦川駅 - 兜沼駅 (W76) - 勇知駅 (W77)
*打消線は廃駅

### JR北海道
1. ↑  『来春のダイヤ見直しについて』（PDF）（プレスリリース）北海道旅客鉄道、2020年12月9日。オリジナルの2020年12月9日時点におけるアーカイブ。2020年12月10日閲覧。
2. ↑  『2025年３⽉ダイヤ改正について』（PDF）（プレスリリース）北海道旅客鉄道、2024年12月13日。オリジナルの2024年12月13日時点におけるアーカイブ。2024年12月13日閲覧。
3. ↑  “極端にご利用の少ない駅（3月26日現在）” (PDF). 平成28年度事業運営の最重点事項.   北海道旅客鉄道. p. 6 (2016年3月28日). 2017年9月25日閲覧。
4. ↑  “宗谷線（名寄・稚内間）” (PDF). 線区データ（当社単独では維持することが困難な線区）.   北海道旅客鉄道 (2017年12月8日). 2017年12月30日時点のオリジナルよりアーカイブ。2017年12月30日閲覧。
5. ↑  “宗谷線（名寄・稚内間）” (PDF).   北海道旅客鉄道 (2017年7月2日). 2017年12月30日時点のオリジナルよりアーカイブ。2018年7月13日閲覧。
6. ↑  “宗谷線（名寄・稚内間）” (PDF). 線区データ（当社単独では維持することが困難な線区）(地域交通を持続的に維持するために).   北海道旅客鉄道. p. 3 (2019年10月18日). 2019年10月18日時点のオリジナルよりアーカイブ。2019年10月18日閲覧。
7. ↑  “宗谷線（名寄・稚内間）” (PDF). 地域交通を持続的に維持するために > 輸送密度200人以上2,000人未満の線区（「黄色」8線区）.   北海道旅客鉄道. p. 3・4 (2020年10月30日). 2020年11月2日時点のオリジナルよりアーカイブ。2020年11月3日閲覧。
8. ↑  “駅別乗車人員  特定日調査（平日）に基づく”.   北海道旅客鉄道. 2022年8月3日時点のオリジナルよりアーカイブ。2022年8月14日閲覧。
9. ↑  “駅別乗車人員  特定日調査（平日）に基づく”.   北海道旅客鉄道. 2022年9月3日時点のオリジナルよりアーカイブ。2022年9月3日閲覧。
10. ↑  “駅別乗車人員  特定日調査（平日）に基づく”.   北海道旅客鉄道. 2023年11月10日時点のオリジナルよりアーカイブ。2023年11月10日閲覧。
11. ↑  “宗谷線(旭川・稚内間) 事業の抜本的な改善方策の実現に向けた実行計画(2024(令和6)～2026(令和8)年度)” (PDF).   北海道旅客鉄道 (2024年). 2024年9月8日時点のオリジナルよりアーカイブ。2024年9月8日閲覧。

### 新聞記事
1. ↑  “「通報」●函館本線江部乙駅ほか49駅の駅員無配置について（旅客局）”. 鉄道公報 (日本国有鉄道総裁室文書課):  p. 1. (1984年11月9日)
2. ↑  “宗谷線の無人駅管理 自治体に要請 JR「負担か廃止」 3月期限、悩む沿線”. 北海道新聞. (2019年12月12日).  オリジナルの2019年12月12日時点におけるアーカイブ。 2020年3月28日閲覧。
3. ↑  “無人18駅、自治体管理へ JR北海道 経営難で急拡大”. 北海道新聞. (2021年2月5日).  オリジナルの2021年2月6日時点におけるアーカイブ。 2021年2月9日閲覧。
4. ↑  堀田昭一 (2021年8月28日). “利用わずか　重い維持費　JR線歌内廃止　自治体管理駅、存続険しく”. どうしん電子版 (北海道新聞社) 2021年8月28日閲覧。
5. ↑  「JR北海道、最北の木造無人駅・抜海駅を廃止へ　25年3月」『日本経済新聞』2024年12月13日。2024年12月14日閲覧。